# Eino Sandelin
Eino Kauno Sandelin (* 16. Dezember 1864 in Virrat; † 15. Oktober 1937) war ein finnischer Segler.

## Erfolge
Eino Sandelin, der Mitglied von Nyländska Jaktklubben war, gewann 1912 in Stockholm bei den Olympischen Spielen in der 12-Meter-Klasse die Bronzemedaille. Er war Crewmitglied der Heatherbell, die in beiden Wettfahrten der Regatta den dritten Platz belegte und damit den Wettbewerb hinter den einzigen beiden Konkurrenten beendete, dem norwegischen Boot Magda IX von Skipper Johan Anker und dem schwedischen Boot Erna Signe von Skipper Nils Persson. Zur Crew der Heatherbell gehörten außerdem Sigurd Juslén, Jarl Hulldén, John Silén, Erik Hartvall und Max Alfthan. Skipper war Ernst Krogius.
Sein Bruder Torsten Sandelin gewann 1908 eine olympische Bronzemedaille im Turnen und segelte 1912 als Crewmitglied in der 6-Meter-Klasse mit.